# José María del Castillo y Rada
Pour les articles homonymes, voir José Castillo.
José María del Castillo y Rada est un homme d'État et ancien président des Provinces-Unies de Nouvelle-Grenade.